# الحصين بن الحمام المري
الحُصين بن الحُمام بن ربيعة بن سعد بن ذبيان بن بغيض بن ريث بن غطفان ويعرف كذلك بالحصين بن الحُمام المرّي، وقال أبو الفرج الأصفهاني في الأغاني: هو الحصين بن الحمام بن ربيعة بن مساب بن حرام بن واثلة بن سهم بن مرة بن عوف بن سعد بن ذبيان بن بغيض بن الريث بن غطفان بن سعد بن قيس بن عيلان بن مضر بن نزار، ويكنى بأبي يزيد، هو شاعر فارس جاهلي، كان سيد قومه بني سهم بن مرة (من ذبيان) ورائدهم، وهو ممن نبذوا عبادة الأوثان في الجاهلية.

## صفاته وشخصيته
كان الحُصين فارساً شجاعًا وفيًا. سُمي «مانع الضيم» لشدة وفائه (يشاركه هذا اللقب عروة بن الورد العبسي). قاد قومه في مواقع عديدة منها واقعة دارة موضوع التي دارت بينهم وبين بني سعد بن ذبيان وصرمة بن مرّة. دافع عن الحرقة، وهم قوم من بني حميس بن عامر بن جهينة. وقصيدته «يا أخوينا» سجل كامل لواقعة دارة موضوع، وأكمل هذا السجل في قصيدته «دارة موضوع».

## شعره
كان الحصين بن حمام شاعرًا مقًلا، تدور معظم قصائده حول الوقائع والحروب، وأسلوبها سردي قليل الحماس حينًا، وآخر تصويري مستمد من الأحداث والوقائع، يمعن فيه بالغلو والتعظيم. وهو إذ يتصدى لوصف المعارك يذكر السلاح ويتغنى به، كما يلم بوصف الجيش. غير أن أسلوبه لا يتميز بخصائص تجعله منفردًا بضرب من ضروب النظم.

## إكرام معاوية لابنه
أتى ابنه يومًا باب معاوية بن أبي سفيان فقال لآذنه: استأذن لي على أمير المؤمنين وقل: ابن مانع الضيم، فاستأذن له، فقال له معاوية: ويحك! لا يكون هذا إلا ابن عروة بن الورد العبسي، أو الحصين بن الحمام المري، أدخله. فلما دخل إليه قال له: ابن من أنت؟ قال: أنا ابن مانع الضيم الحصين بن الحمام، فقال: صدقت، ورفع مجلسه وقضى حوائجه.

## وفاته
توفي الحصين بن حمام الفزاري نحو العام العاشر قبل الهجرة (نحو 612 م).

## وصلات خارجية
- الحكواتي: الحُصين بن حمام
- بوابة الشعراء: الحصين بن حمام الفزاري